# 데날리군

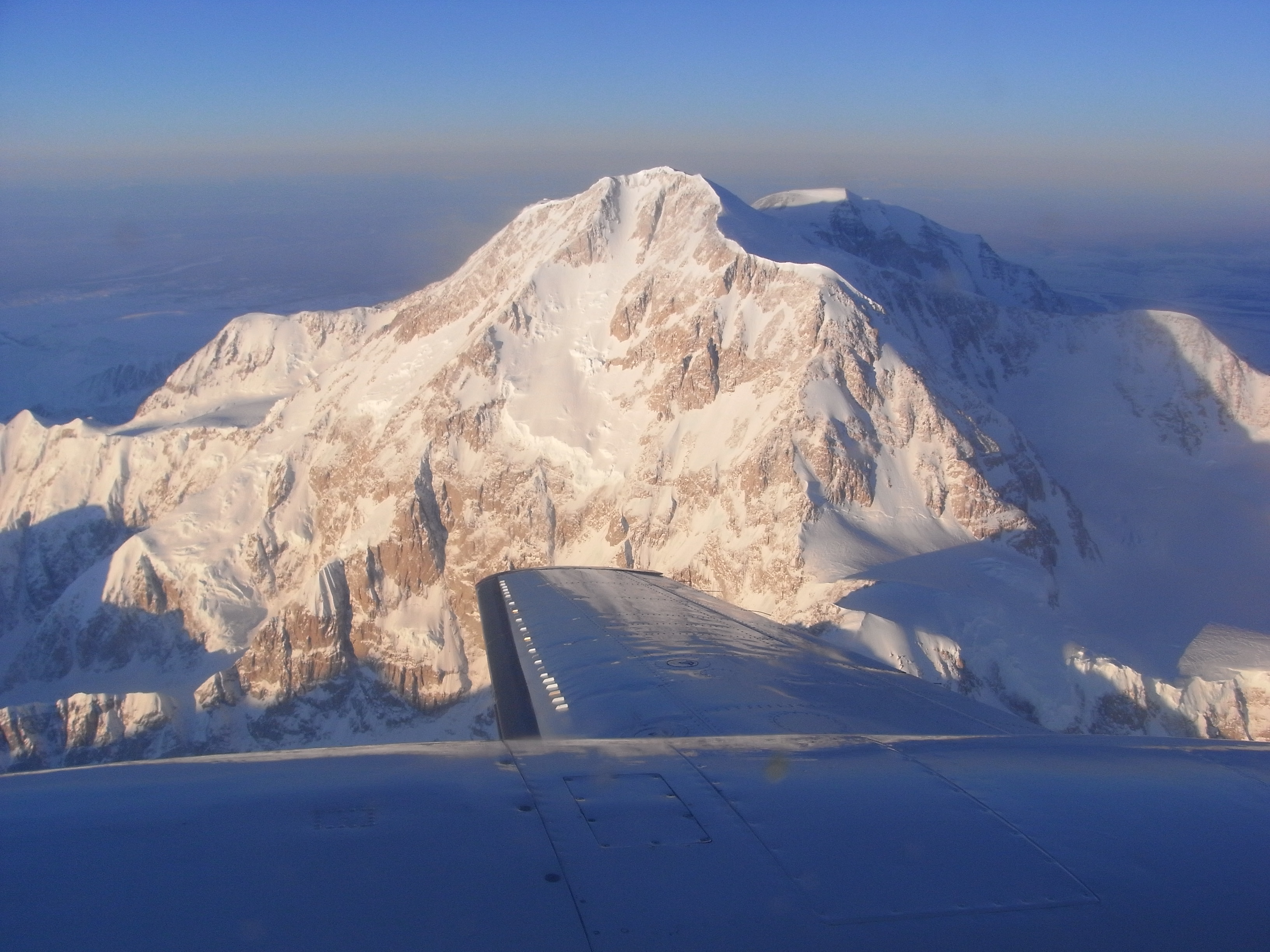

데날리군 또는 데날리 버러(Denali Borough)는 미국 알래스카주에 위치한 군이다. 2010년 기준으로 이 지역의 인구 수는 총 1,826명이다. 2019년 추산으로 이 지역의 총 인구 수는 2,097명이다.

## 인구
| 인구조사                                  | 인구  | Note  | %±    |
| ----------------------------------------- | ----- | ----- | ----- |
| 2000년                                    | 1,893 |       | —     |
| 2010년                                    | 1,826 |       | −3.5% |
| 2019 (추산)                               | 2,097 | [ 1 ] | 14.8% |
| U.S. Decennial Census 1990-2000 2010-2018 |       |       |       |